# Cíato

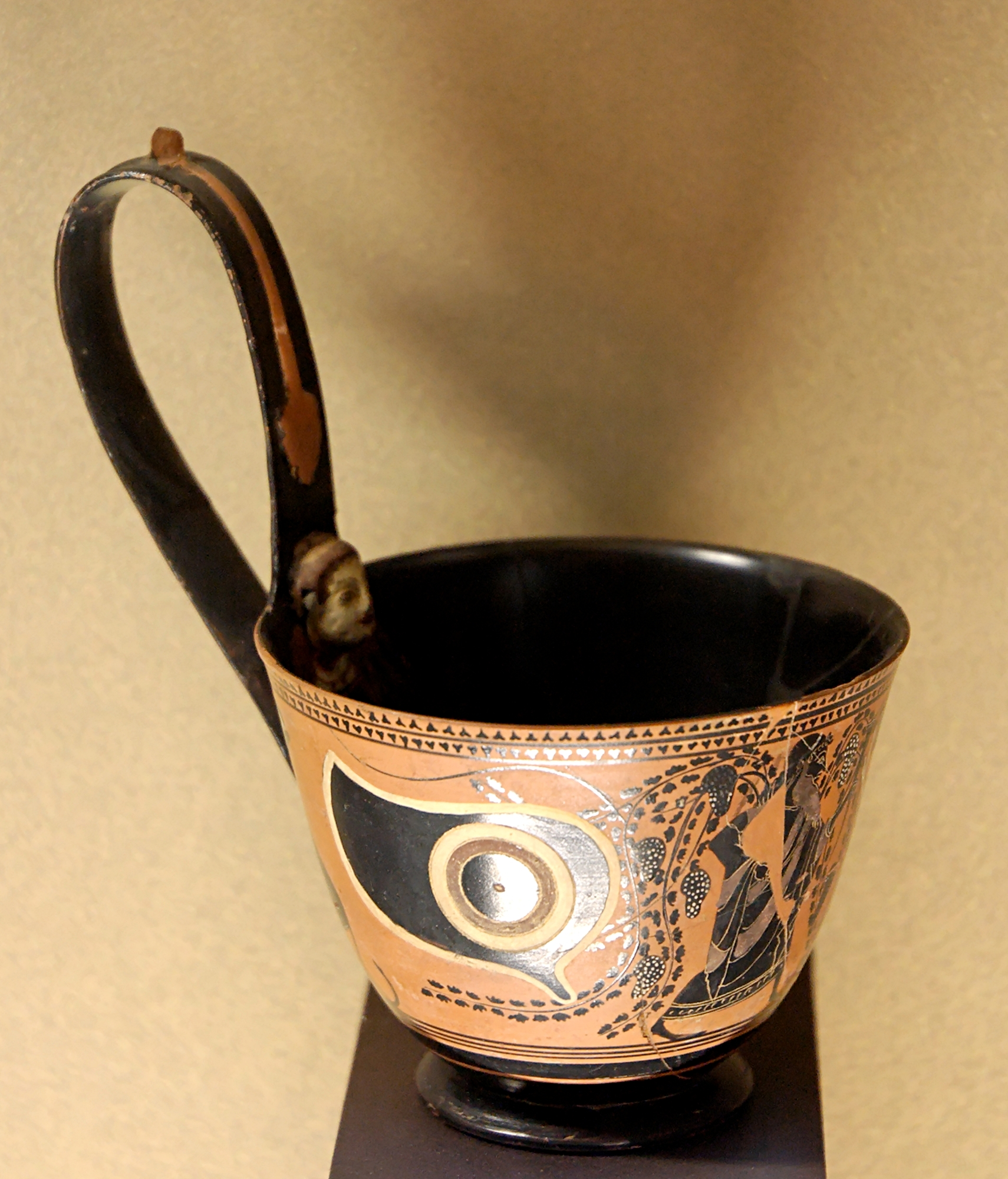
Exemplo de cíato

Cíato (em grego: κύαφος; em latim: Cyathus) era o copo cerâmico greco-romano utilizado para mensurar líquidos, contendo 1⁄12 de sesteiro. Foi, ao menos mais tarde, a medida comum dos copos romanos, que pegaram-o emprestado dos gregos. Os cíatos utilizados nos banquetes tinha um formato de concha, de modo a ser utilizado para retirar vinho da cratera e outros líquidos de vasos grandes.